# Roman Gotfryd
Roman Gotfryd (ur. 10 stycznia 1951 we Wrocławiu) – polski bokser, medalista mistrzostw świata i mistrzostw Europy.

## Kariera sportowa
Był zawodnikiem klubów Górnik Gorlice (1966-1967), Stal Stalowa Wola (1968-1970 i 1972-1976), Legia Warszawa (1970-1972), Wisłoka Dębica (1977-1980) i Igloopol Dębica (1980-1985). Jego największymi sukcesami w karierze było wicemistrzostwo Europy w 1977 i brązowy medal mistrzostw świata w 1978. Ponadto startował jeszcze na mistrzostwach Europy w 1971 (odpadł w ćwierćfinale), 1973 (odpadł w II rundzie), 1975 (odpadł w ćwierćfinale). Czterokrotnie zdobywał mistrzostwo Polski (1973, 1977, 1978, 1981), a także dwukrotnie srebrny (1974, 1979) i trzykrotnie brązowy medal mistrzostw Polski (1972, 1975, 1976).